# Московське (заповідне урочище)
Моско́вське — один з об'єктів природно-заповідного фонду Луганської області, заповідне урочище місцевого значення.

## Розташування
Заповідне урочище розташоване на захід від села Новобіла в Новопсковському районі Луганської області, в межах Білолуцького лісництва Державного підприємства «Старобільське лісомисливське господарство».

## Історія
Заповідне урочище місцевого значення «Московське» оголошено рішенням Луганської обласної ради народних депутатів № 7/23 від 17 квітня 2003 р.

## Загальна характеристика
Заповідне урочище «Московське» загальною площею 104,0 га являє собою цінний лісовий масив з дубу звичайного порослевого та насінневого походження. 

## Рослинний світ
Крім дубу в урочищі зростають ясен високий, ільм, клен польовий, липа серцелиста. Знижені ділянки займають вільха й осика.